# Ху Де
Ху Де (кит. трад. 胡蝶, пиньинь Hú Dié) — китайская актриса.

## Биография
Ху Де родилась в 1907 году в Шанхае в семье инженера национальной железнодорожной компании Китая. Отца переводили между участками, поэтому детство и юность Ху Жуйхуа (так её звали на самом деле) проходило в частых переездах: она жила и училась в Шанхае, Тяньцзине, Инкоу, Пекине. Благодаря этому девочка свободно говорила на нескольких диалектах[уточнить], что сыграло свою роль с приходом звукового кино.
По окончании школы в 1924 году она вернулась в Шанхай, где поступила в только что открывшуюся «Киношколу» на годовые курсы актёрского мастерства. По окончании курсов в 1925 году, снялась в своем первом фильме «Победа на поле боя». После этого она снялась более чем в 20 фильмах студий Юлянь и Тяньи. Она сама придумала себе сценический псевдоним Ху Де, где Де обозначает бабочка. Поэтому её, вслед за гонконгцами, нередко называли Баттерфляй Ху.
В 1928 году её пригласили в крупнейшую на то время кинокомпанию Минсин. Практически с самого начала Ху Де стала ведущей актрисой компании: она снималась в высокобюджетных боевиках «Девушка-детектив» и в знаменитом 18-серийном боевике-блокбастере «Сожжение монастыря Красный Лотос», съёмки которого шли на протяжении трех лет с 1928 по 1931 год.
Также она снялась в первом китайском звуковом фильме «Певица Красный пион», о жизни талантливой певицы, подвергающейся жестокому обращению и эксплуатации со стороны её мужа. Снималась она и в патриотических фильмах, призывающих к борьбе с иностранным агрессором. Высшим достижением её актерского мастерства стал фильм «Сёстры-близнецы», где она сыграла двух сестёр, выросших в разных условиях и потому разных не только внешне, но и внутренне. Фильм был очень популярен в Китае и шел на экранах не только Китая, но и в Юго-Восточной Азии, в Японии и даже в некоторых странах Западной Европы. Позже, в Гонконге, было снято продолжение: «Сестры возрождаются» (1941), в котором Ху Де опять сыграла двух сестёр, но этот фильм был утрачен.
У Ху Де было много разных ролей, охватывающих почти все типы социальных группа китайских женщин: в том числе служанок, любящих матерей, учителей, проституток, актрис, танцовщиц, богатых женщин, фабрично-заводских рабочих, крестьянок. В 1933 году в ходе масштабного опроса, устроенного журналом «Звезда Шанхая» (причём в опросе участвовали жители разных регионов страны), зрители признали её «императрицей кино».
Портреты Ху Де печатались на страницах журналов. Она стала звездой в полном смысле этого слова. Так в 1931 г. командующий китайскими войсками в Маньчжурии, молодой маршал Чжан Сюэлян (тот самый, что в 1929 г. пытался захватить советский участок КВЖД), зная по донесениям разведки о возможной провокации со стороны японской армии, предпочел провести вечер, танцуя с Ху Де на приёме, организованном приехавшей на гастроли актрисой, а не в своём штабе. В это время японская армия начала наступление. И хотя маршал, получив сообщение, незамедлительно отправился в штаб, этот факт попал в прессу, и разразился скандал.
В 1935 году Ху Де была членом китайской делегации на Московском международном кинофестивале, после чего делегация посетила Германию, Францию, Англию и Италию, прежде чем вернуться в Шанхай через Гонконг. Поездка стала важной вехой для китайской киноиндустрии, заявившей о своём существовании.
В 1937 году началась война, Ху Де пожертвовала часть своих сбережений на закупку самолётов для китайской армии. Война продолжалась, китайская армия отступала. Когда японцы начали наступление на Шанхай, Ху Де выехала в Гонконг, где основала собственную киностудию и сняла несколько фильмов, в том числе ремейк на первый китайский звуковой фильм «Певица Красный Пион». В декабре 1941 года после нескольких недель боёв японцы захватили Гонконг. Ху Де с мужем оказались на территории, занятой японскими войсками. В китайской печати объявили, что они, возможно, погибли во время бомбёжек, но японцы нашли их. Ху Де, а также китайский оперный певец Мэй Ланьфан получили приглашение прибыть в Токио. Японскими пропагандистами был задуман фильм «Ху Де и Мэй Ланьфан посещает Токио», долженствующий способствовать установлению японо-китайской дружбы. Ху Де напрямую отказаться не могла, но она попросила перенести начало съёмок, мотивируя тем, что беременна. Японцы согласились подождать несколько месяцев.
В 1942 году с помощью своих знакомых и партизан Ху Де и её мужу удалось бежать. Они добрались до Чунцина, куда была временно перенесена столица Китая после захвата японцами Нанкина. Ху Де согласилась принять участие в съёмках антияпонского фильма «Путь к формированию нации». В 1944 году, когда Ху Де вернулась домой после натурных съемок, она застала свою мать и её подругу, которые сообщили ей, что Пан Юшэн, муж Ху Де, был арестован несколькими днями ранее неизвестно за что, и что они были не могут с ним связаться. Подруга матери предложила Ху Де обратиться к Дай Ли — всесильному начальнику разведки и специальных операций Китая (официально должность называлась начальник Военно-статистического бюро).
Ху Де обратилась к Дай Ли. Он обещал помочь, в скором времени мужа выпустили, после этого семейной чете предоставили в пользование дом. Муж по инициативе Дай Ли получил назначение на очень прибыльную должность — начальник комиссию для решения деловых вопросов для китайского правительства в южной провинции Юньнань (он должен был заниматься закупками продуктов и обмундирования солдатам, организовывать производство необходимых продуктов и материалов, вести свой бизнес в этом направлении). Однако после отъезда мужа Ху Де была поставлена перед выбором: или она станет любовницей Дай Ли, тогда её муж будет в безопасности и будет иметь хорошую должность, или она отказывается, тогда он принудит её к сожительству, а вот муж лишится не только должности, но и свободы, а возможно и жизни. Мужу, вернувшемуся в Чунцин, люди Дай Ли заявили, что своей жены он в любом случае не увидит. Но у него есть выбор: либо он уезжает обратно в Юньнань продолжать заниматься бизнесом и снабжением армии, либо он будет арестован. Пан Юшэн был вынужден подчиниться.
Через какое-то время Дай Ли решил жениться на ней. Пан Юшэну — несчастному мужу актрисы был поставлен ультиматум или жизнь, или подача заявления на развод. Причём разговаривал с ним не кто иной, как Ду Юэшэн — один из боссов триады — китайской мафии, что ещё раз говорит о всесильности Дай Ли. Пан Юшэн был вынужден согласиться. Подобный ультиматум был предъявлен и Ху Де: или она станет женой Дай Ли, разойдясь со своим мужем, или она останется любовницей, но вдобавок и вдовой. В марте 1946 года всё готовилось к разводу и последующей свадьбе, которая должна была произойти в Шанхае. Дай Ли улетел в Пекин. Ху Де и Пан Юшэн 17 марта 1946 г. смогли встретиться и, пока они прощались, самолёт, на котором Дай Ли летел из Пекина в Нанкин, разбился.
Ху Де и Пан Юшэн немедленно уехали в Гонконг, где и обосновались. Пан Юшэн вернулся к работе в компании «Jardine Matheson», Ху Де помогала ему, даже снялась в одном рекламном ролике. Изредка снималась в кино. В 1952 г. Пан Юшэн умер от рака печени.
После его смерти Ху Де вновь начала активно сниматься в кино (за период 1960—1963 г. она снялась в 14 фильмах), играя уже пожилых женщин. Последний раз она снялась в 1967 г.
В 1975 г. она эмигрировала в Канаду. Умерла в Ванкувере в 1989 г. Последние её слова были: «Бабочка отлетает».